# Velika Ligojna
Velika Ligojna – wieś w Słowenii, w gminie Vrhnika. W 2018 roku liczyła 414 mieszkańców.